# Hússein Ali Avmi
Hússein Ali Avmi (de cele mai multe ori transcris în limba română sub forma: Husein) a fost un lider spiritual al tătarilor din România, imam, Muftiul comunității musulmane din județul Constanța. A servit ca muftiu în perioada 1901-1909 fiind precedat de Seid Ahmed Bekir și succedat de Hafuz Rifat Abdul Ğelil.